# سهره‌های کاکل‌دار
سهره کاکل‌دار (نام علمی: Lophospingus) سرده کوچکی از پرندگان آمریکای جنوبی از خانواده فرخندگان است.
این سهره‌ها بیشتر خاکستری هستند و کاکل‌های برجسته‌ای دارند. آنها در زیستگاه‌های باز در جنوب آمریکای جنوبی زندگی می‌کنند.

## آرایه‌شناسی و فهرست گونه‌ها
سردهٔ Lophospingus در سال ۱۸۷۸ توسط پرنده‌شناس آلمانی ژان کابانیس با سهره کاکل‌سیاه به عنوان گونه نماد معرفی شد. نام این سرده ترکیبی از واژه یونان باستان lophos به معنای «کاکل» و «تاج» و spingos به معنای «سهره» است.